# Martin Annen
Martin Annen (Zugo, 12 febbraio 1974) è un bobbista svizzero.

## Biografia
Ai XIX Giochi olimpici invernali (edizione disputatasi nel 2002 a Salt Lake City, Stati Uniti d'America) vinse la medaglia di bronzo nel bob a 2 in coppia con il connazionale Beat Hefti, preceduti dalla squadra tedesca, a cui andò l'oro, e dalla seconda svizzera.
Ai successivi XX Giochi olimpici invernali vinse due medaglie di bronzo nel bob a due e nel bob a quattro. Inoltre ai campionati mondiali vinse il bronzo nel bob a due in due occasioni, ossia nel 2001 e nel 2005. I migliori risultati li ebbe nella coppa del Mondo di bob, dove vinse sei ori dal 2000-2001 al 2004-2005.